# Гора (Бежаницкий район)
Гора — деревня в Бежаницком районе Псковской области России. Входит в состав  Лющикской волости.

## География
Расположена в 19 км к северу от райцентра Бежаницы на берегу реки Ашевка.

## Население
| 2001 | 2002 | 2010 |
| ---- | ---- | ---- |
| 240  | ↘197 | ↘125 |

Численность население деревни по оценке на начало 2001 года составляла 240 жителей.